# Krzysztof Palczowski
Krzysztof Palczowski z Palczowic herbu Szaszor (ur. ok. 1568, zm. przed 30 lipca 1627 roku) – pisarz ziemski zatorski w latach 1615–1627, polski szlachcic i gałąź z dom Saszowskich herb Saszor, autor koncepcji rozwiązania "sprawy kozackiej" w XVII wieku.
Po odebraniu podstawowej edukacji w kraju, wyjechał do Niemiec i w 1592 zapisał się na uniwersytet w Lipsku. Gościł wówczas na dworze elektora saskiego Krystiana I i u wrocławskiego biskupa Jerina. W tym czasie przeszedł z kalwinizmu na katolicyzm.
Po powrocie do kraju służył w rocie husarskiej. W 1594, po przeprowadzeniu działu dóbr objął części w Brzeźnicy, Marcyporębie i Wysokiej. W 1608 sprzedał ojcowiznę i kupił od matki Jaszczurową (1610) i Zembrzyce (1615).
W 1615 został pisarzem ziemskim oświęcimskim i zatorskim, w 1617 był sędzią komisarskim do rozpatrywania skarg wnoszonych do króla przez poddanych ziemi zatorskiej na starostę zatorskiego Pawła Leśniowolskiego a w 1620 zarządzał funduszem z poboru, przeznaczonym na zlikwidowanie rozbójnictwa na ziemi oświęcimsko-zatorskiej.
Przed sejmem w 1618 wydał w Krakowie rozprawę O Kozakach, jeśli ich znieść czy nie. W tym czasie podejmowano różnorakie próby rozwiązania problemu kozackiego w Rzeczypospolitej. Krzysztof radził aby wziąć Kozaków do polskiego wojska i wysłać do obrony granic południowo-wschodnich przed Tatarami. Zalecał aby Kozaków objąć ścisłą dyscypliną, z zaprzysiężonymi hetmanem i rotmistrzami na czele, a na żołd przeznaczyć kwartę i podarunki, które otrzymują Tatarzy. Rozprawa zyskała sporą popularność, jeszcze w tym samym roku wyszło jej drugie wydanie.
Stawił poczet na popis pospolitego ruszenia księstwa oświęcimskiego i zatorskiego pod Lwowem w październiku 1621 roku.
W 1621 najprawdopodobniej wziął udział w wyprawie chocimskiej.